# Mecze reprezentacji Polski U-21 w piłce nożnej mężczyzn prowadzonej przez Adama Majewskiego
Zestawienie meczów reprezentacji Polski U-21 pod wodzą selekcjonera Adama Majewskiego.

## Opis
Adam Majewski selekcjonerem reprezentacji Polski U-21 został 22 września 2023 roku zastępując Michała Probierza, który 20 września 2023 roku został mianowany selekcjonerem seniorskiej reprezentacji Polski. Debiut w roli selekcjonera zaliczył 12 października 2023 roku w zremisowanym 2:2 meczu towarzyskim z reprezentacją Słowacji U-21, rozegranym na Košická futbalová aréna w Koszycach.

## Oficjalne międzynarodowe mecze
| Lp. | Data       | Miejsce                                         | Przeciwnik    | Wynik | Turniej            | Przypisy |
| --- | ---------- | ----------------------------------------------- | ------------- | ----- | ------------------ | -------- |
| 1.  | 12.10.2023 | Košická futbalová aréna, Koszyce                | Słowacja U-21 | 2:2   | Mecz towarzyski    | [ 4 ]    |
| 2.  | 17.10.2023 | Podkarpackie Centrum Piłki Nożnej, Stalowa Wola | Estonia U-21  | 5:0   | El. Euro U-21 2025 | [ 5 ]    |
| 3.  | 17.11.2023 | Stadion Miejski im. Władysława Króla, Łódź      | Izrael U-21   | 2:1   | El. Euro U-21 2025 | [ 6 ]    |
| 4.  | 21.11.2023 | Stadion an der Hafenstraße, Essen               | Niemcy U-21   | 1:3   | El. Euro U-21 2025 | [ 7 ]    |

## Bilans

### Ogółem
| Ogółem | M | Z | R | P | GZ | GS | BG |
| ------ | - | - | - | - | -- | -- | -- |
| Ogółem | 3 | 2 | 1 | 1 | 10 | 6  | +4 |

### Miejsce
| Miejsce | M | Z | R | P | GZ | GS | BG |
| ------- | - | - | - | - | -- | -- | -- |
| Dom     | 2 | 2 | 0 | 0 | 7  | 1  | +6 |
| Wyjazd  | 1 | 0 | 1 | 1 | 3  | 5  | –2 |

### Turnieje
| Turniej                    | M | Z | R | P | GZ | GS | BG |
| -------------------------- | - | - | - | - | -- | -- | -- |
| Mecze towarzyskie          | 1 | 0 | 1 | 0 | 2  | 2  | 0  |
| El. mistrzostw Europy U-21 | 2 | 2 | 0 | 1 | 8  | 4  | +4 |

### Lata
| Rok  | M | Z | R | P | GZ | GS | BG |
| ---- | - | - | - | - | -- | -- | -- |
| 2023 | 3 | 2 | 1 | 1 | 10 | 6  | +4 |

## Rekordy
- Najwyższe zwycięstwo:  Estonia U-21 5:0 (17.10.2023, Stalowa Wola)
- Najszybciej zdobyty gol: Michał Rakoczy ( Estonia U-21, 17.10.2023, Stalowa Wola) – 7 min.
- Najszybciej stracony gol:  Timotej Jambor (12.10.2023, Koszyce) – 5 min.

## Strzelcy
| Lp. | Zawodnik          | Gole |
| --- | ----------------- | ---- |
| 1.  | Filip Szymczak    | 2    |
| 2.  | Aleksander Buksa  | 1    |
| 2.  | Miłosz Matysik    | 1    |
| 2.  | Ariel Mosór       | 1    |
| 2.  | Tomasz Pieńko     | 1    |
| 2.  | Michał Rakoczy    | 1    |
| 2.  | Kajetan Szmyt     | 1    |
| 2.  | Szymon Włodarczyk | 1    |
| 2.  | Nicola Zalewski   | 1    |

## Mecze zawodników w reprezentacji za kadencji Majewskiego
| Lp.        | Zawodnik              | Data urodzenia | Mecze     | Gole      | Kartki żółte/czerwone |
| Bramkarze  | Bramkarze             | Bramkarze      | Bramkarze | Bramkarze | Bramkarze             |
| ---------- | --------------------- | -------------- | --------- | --------- | --------------------- |
| 1.         | Kacper Bieszczad      | 11.09.2002     | 1         | 0         | 0                     |
| 2.         | Jakub Mądrzyk         | 04.12.2003     | 0         | 0         | 0                     |
| 3.         | Kacper Tobiasz        | 04.11.2002     | 4         | 0         | 0                     |
| Obrońcy    |                       |                |           |           |                       |
| 1.         | Łukasz Bejger         | 11.01.2002     | 4         | 0         | 0                     |
| 2.         | Dominik Marczuk       | 01.11.2003     | 4         | 0         | 0                     |
| 3.         | Miłosz Matysik        | 26.04.2004     | 1         | 1         | 1/0                   |
| 4.         | Ariel Mosór           | 19.02.2003     | 4         | 1         | 1/0                   |
| 5.         | Patryk Peda           | 16.04.2002     | 1         | 0         | 0                     |
| 6.         | Maksymilian Pingot    | 01.04.2003     | 1         | 0         | 0                     |
| 7.         | Arkadiusz Pyrka       | 20.09.2002     | 4         | 0         | 0                     |
| 8.         | Bartłomiej Smolarczyk | 02.07.2003     | 1         | 0         | 0                     |
| 9.         | Jakub Szymański       | 05.07.2002     | 1         | 0         | 1/0                   |
| Pomocnicy  |                       |                |           |           |                       |
| 1.         | Jan Biegański         | 04.12.2002     | 2         | 0         | 0                     |
| 2.         | Fryderyk Gerbowski    | 17.01.2003     | 1         | 0         | 0                     |
| 3.         | Jakub Kałuziński      | 31.10.2002     | 1         | 0         | 0                     |
| 4.         | Kacper Kozłowski      | 16.10.2003     | 2         | 0         | 1/0                   |
| 5.         | Antoni Kozubal        | 18.08.2004     | 1         | 0         | 0                     |
| 6.         | Kasjan Lipkowski      | 28.03.2003     | 2         | 0         | 0                     |
| 7.         | Mateusz Łęgowski      | 29.01.2003     | 3         | 0         | 1/0                   |
| 8.         | Filip Marchwiński     | 10.01.2002     | 3         | 0         | 0                     |
| 9.         | Maximilian Oyedele    | 07.11.2004     | 1         | 0         | 0                     |
| 10.        | Tomasz Pieńko         | 05.01.2004     | 4         | 1         | 0                     |
| 11.        | Michał Rakoczy        | 30.03.2002     | 4         | 1         | 1/0                   |
| 12.        | Kajetan Szmyt         | 29.05.2002     | 4         | 1         | 1/0                   |
| 13.        | Nicola Zalewski       | 23.01.2002     | 2         | 1         | 0                     |
| Napastnicy |                       |                |           |           |                       |
| 1.         | Aleksander Buksa      | 15.01.2003     | 2         | 1         | 0                     |
| 2.         | Jakub Kamiński        | 05.06.2002     | 2         | 0         | 0                     |
| 3.         | Kamil Lukoszek        | 04.04.2002     | 2         | 0         | 0                     |
| 4.         | Filip Szymczak        | 06.05.2002     | 4         | 2         | 1/0                   |
| 5.         | Szymon Włodarczyk     | 05.01.2003     | 4         | 1         | 0                     |

## Szczegóły
| 12 października 2023 18:00 CET | Słowacja U-21 · Jambor 5' · Marcelli 15' | 2:2(2:1)Raport | Polska U-21 · 8' Buksa · 60' Szmyt | Košická Futbalová Aréna, Koszyce Sędzia: Ondřej Berka |
|                                |                                          |                |                                    |                                                       |

 Słowacja U-21: Ľubomír Belko – Nicolas Šikula, Patrik Leitner, Dominik Javorček, Alexander Selecký (59. Martin Gomola) – Adrián Kaprálik , Mario Sauer (59. Sebastián Nebyla), Tomáš Rigo (69. Máté Szolgai), Artur Gajdoš (69. Dominik Veselovský), Nino Marcelli  (88. Adam Tučný) – Timotej Jambor (69. Roman Čerepkai).
 Polska U-21: Kacper Tobiasz (46. Bieszczad) – Ariel Mosór (60. Jakub Szymański ), Łukasz Bejger (60. Bartłomiej Smolarczyk), Kasjan Lipkowski (60. Maksymilian Pingot) – Dominik Marczuk (46. Arkadiusz Pyrka), Mateusz Łęgowski (60. Fryderyk Gerbowski), Maximillian Oyedele (60. Jan Biegański), Michał Rakoczy (41. Kajetan Szmyt), Nicola Zalewski (46. Kamil Lukoszek) – Aleksander Buksa (46. Tomasz Pieńko), Filip Szymczak (46. Szymon Włodarczyk).
| 17 października 2023 18:00 CET | Polska U-21 · Rakoczy 7' · Zalewski 22' · Szymczak 44', 57' · Pieńko 72' | 5:0(3:0)Raport | Estonia U-21 | Podkarpackie Centrum Piłki Nożnej, Stalowa Wola Widzów: 3544 Sędzia: Mohammad Usman Aslam |
|                                |                                                                          |                |              |                                                                                           |

 Polska U-21: Kacper Tobiasz – Arkadiusz Pyrka (46. Dominik Marczuk), Łukasz Bejger, Ariel Mosór, Kasjan Lipkowski, Nicola Zalewski – Kajetan Szmyt (62. Aleksander Buksa), Mateusz Łęgowski, Filip Marchwiński (46. Jan Biegański), Michał Rakoczy (71. Tomasz Pieńko) – Filip Szymczak (62. Szymon Włodarczyk).
 Estonia U-21: Kaur Kivila – Kristo Hussar, Sander Alex Liit (83. Andreas Vaher), Tanel Tammik, Daniil Sõtšugov – Nikita Mihhailov, Kevor Palumets , Nikita Vassiljev (63. Tristan Toomas Teeväli), Daniel Luts (64. Nikita Ivanov), Danil Kuraksin (63. Patrick Genro Veelma) – Aleksandr Šapovalov (82. Sten Jakob Viidas).
| 17 listopada 2022 16:00 CET | Polska U-21 · Matysik 59' · Włodarczyk 82' | 2:1(2:1)Raport | Izrael U-21 · 90' Binyamin | Stadion Miejski im. Władysława Króla, Łódź Sędzia: Jovan Kačevski |
|                             |                                            |                |                            |                                                                   |

 Polska U-21: Kacper Tobiasz – Dominik Marczuk (69. Arkadiusz Pyrka), Miłosz Matysik , Ariel Mosór, Łukasz Bejger, Jakub Kamiński – Filip Marchwiński (68. Kajetan Szmyt), Kacper Kozłowski  (84. Antoni Kozubal), Jakub Kałuziński, Michał Rakoczy (76. Tomasz Pieńko) – Filip Szymczak  (76. Szymon Włodarczyk).
 Izrael U-21: Niv Eliasi  – Suf Podgoreanu (75. Or Roizman), Tal Archel, Denis Kulikov, Jonathan Mulder, Li-On Mizrahi (75. Shalev Harush) – Adi Yona (75. Guy Deznet), Ayano Farada  (79. Ran Binyamin), Amir Ganah  (63. Tai Abed ), Ethane Azoulay – Stav Nahmani .
| 21 listopada 2022 18:00 CET | Niemcy U-21 · Martel 56' · Woltemade 79' · Röhl 82' | 3:1(0:1)Raport | Polska U-21 · 24' Mosór | Stadion an der Hafenstraße, Essen Widzów: 8559 Sędzia: Kyriákos Athanassíou |
|                             |                                                     |                |                         |                                                                             |

 Niemcy U-21: Noah Atubolu – Leandro Morgalla (80. Jan Thielmann), Colin Kleine-Bekel, Márton Dárdai , Nathaniel Brown – Brajan Gruda, Eric Martel, Merlin Röhl, Maximilian Beier (46. Nick Woltemade), Ansgar Knauff (65. Rocco Reitz) – Youssoufa Moukoko (68. Tim Lemperle).
 Polska U-21: Kacper Tobiasz – Dominik Marczuk (73. Arkadiusz Pyrka), Patryk Peda, Ariel Mosór , Łukasz Bejger, Jakub Kamiński (87. Kamil Lukoszek) – Kajetan Szmyt , Kacper Kozłowski (87. Filip Marchwiński), Mateusz Łęgowski , Michał Rakoczy  (64. Tomasz Pieńko) – Filip Szymczak (64. Szymon Włodarczyk).